# راديفتسي
راديفتسي (بالبلغارية: Радевци)‏ قرية تقع إدارياً ضمن تريافنا في بلغاريا. ويبلغ عدد سكانها 42 نسمة حسب تعداد 15 مارس 2015. تعتمد راديفتسي للبريد على الرمز البريدي 5360 وللاتصالات على رمز الاتصال الهاتفي المحلي 06779.